# Cape Cod National Seashore

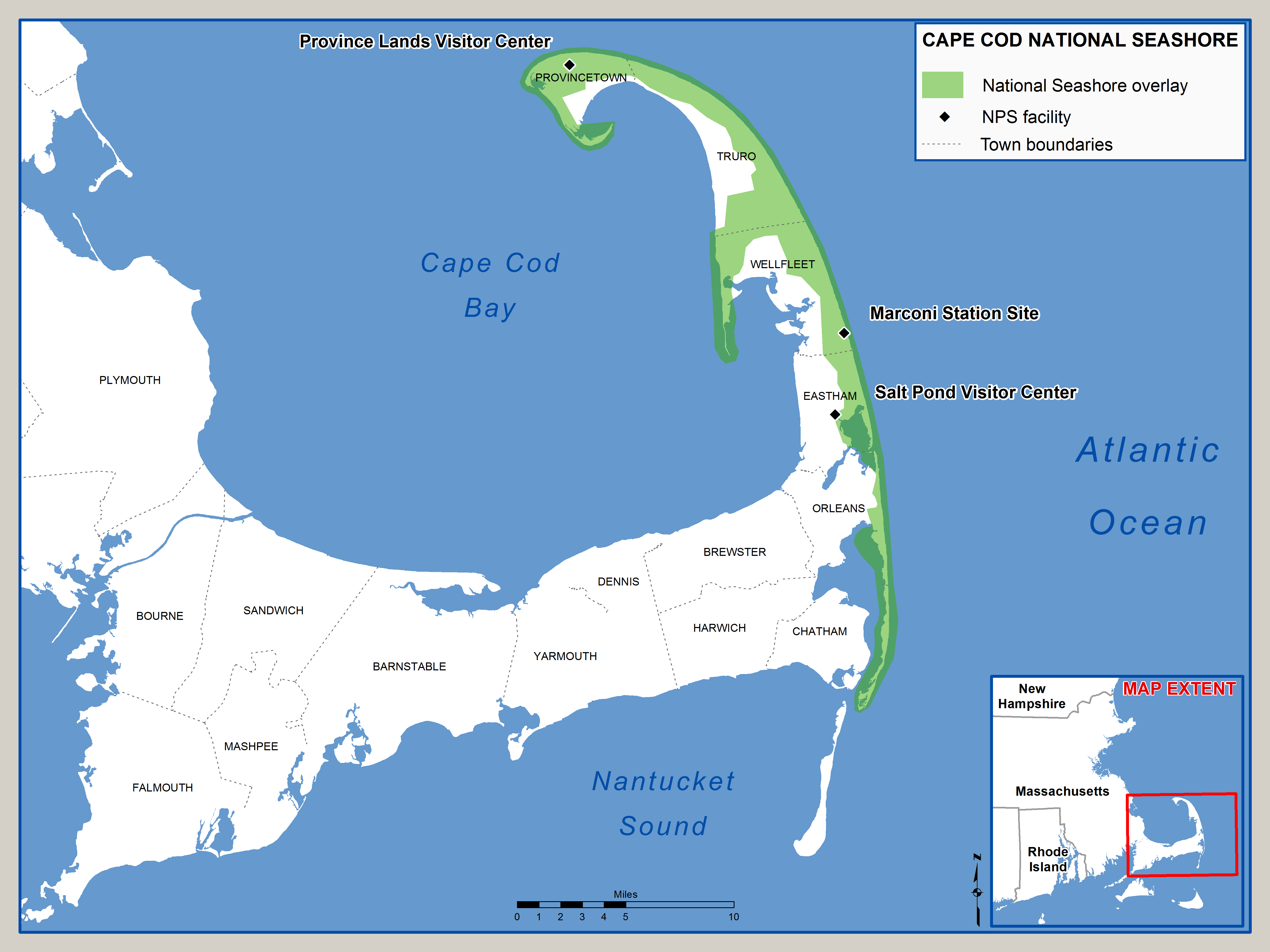
de Cape Cod National Seashore

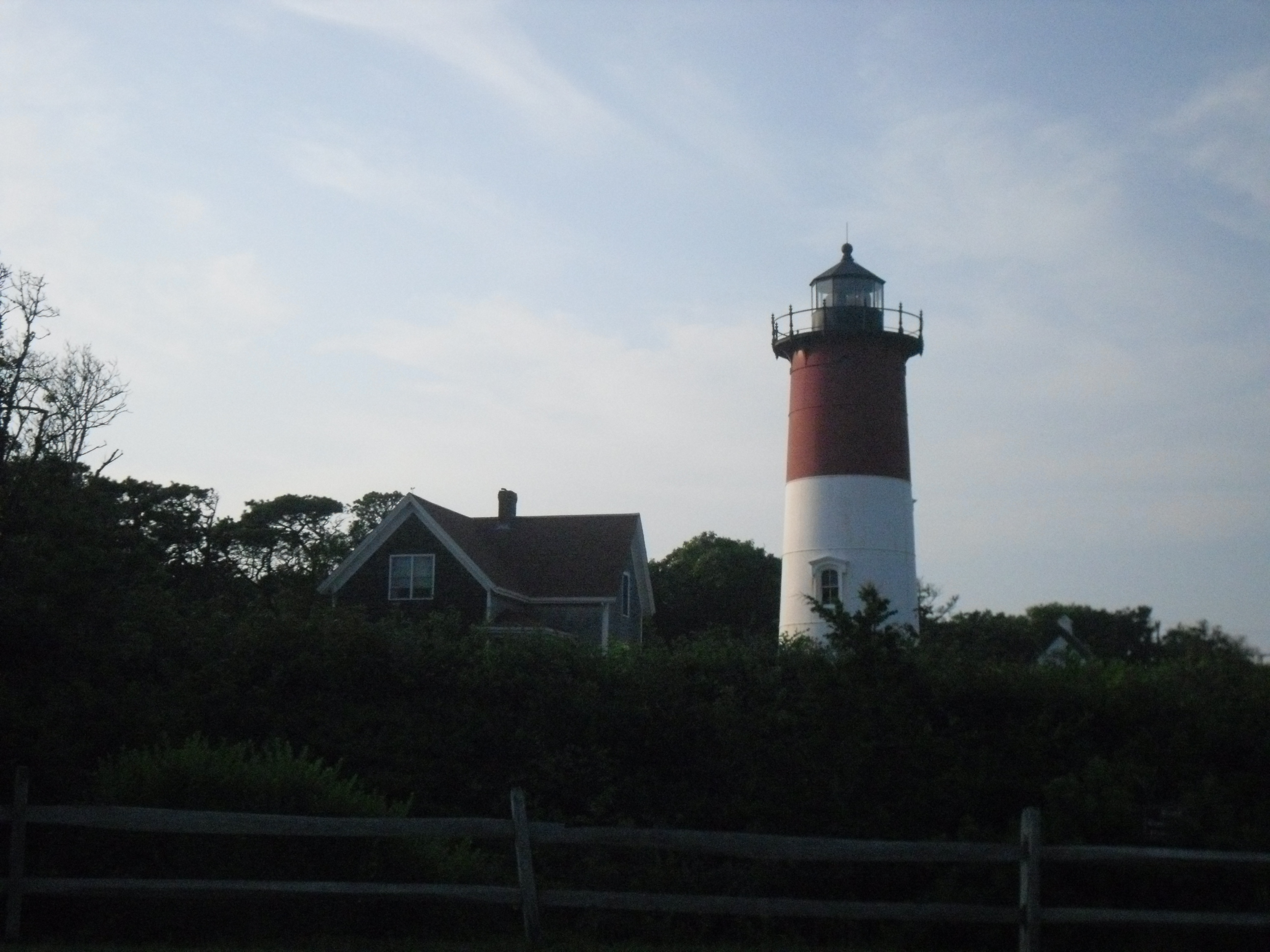
Eén van de vele vuurtorens op Cape Cod

Cape Cod National Seashore is een National Seashore op Cape Cod. Het park is op 7 augustus 1961 ingehuldigd door president John F. Kennedy. In het nationaal park liggen onder andere vuurtorens, stranden, bossen, moerassen en meertjes. Ook stond hier het voormalige Marconi Station Cape Cod. Cape Cod National Seashore heeft ook veel wandelroutes, bijvoorbeeld de Atlantic White Cedar Swamp Trail.